# H. Jon Benjamin
Harry Jon Benjamin (parfois orthographié H. Jon Benjamin ou Jon Benjamin) est un acteur et scénariste américain, né le 23 mai 1966 à Worcester, Massachusetts. 
Il joue dans la série Jon Benjamin Has a Van (2011). 
Il est la voix de Sterling Archer dans la série Archer (2009-) et de Bob Belcher dans la série Bob's Burgers (2011-).

## Filmographie

### Cinéma
- 1998 : Et plus si affinités : Eric
- 2002 : Martin & Orloff : Keith
- 2007 : Aqua Teen Hunger Force Colon Movie Film for Theatres : Agent de la CIA
- 2009 : The Toe Tactic : Officier de police
- 2014 : Jason Nash Is Married : Dennis
- 2015 : Creative Control : Gary Gass
- 2023 : Boy Kills World de Moritz Mohr
- 2024 : À feu doux (Familiar Touch) de Sarah Friedland : Steve

### Télévision

#### Série télévisée
- Depuis 2015 : Master of None : Benjamin

#### Séries d'animation
- Depuis 2006 : Family Guy : Carl
- 2009-2023 : Archer : Sterling Archer
- Depuis 2011 : Bob's Burgers : Bob Belcher